# Bribe Payers Index
Der Bribe Payers Index (engl., dt. Bestechungszahlerindex) misst die Bereitschaft von Unternehmen der führenden Volkswirtschaften der Welt, im Ausland zu bestechen.
Er wurde zuerst im Januar 2000 und zuletzt im November 2011 von der Nichtregierungsorganisation Transparency International vorgestellt.